# Uri (automóvil)

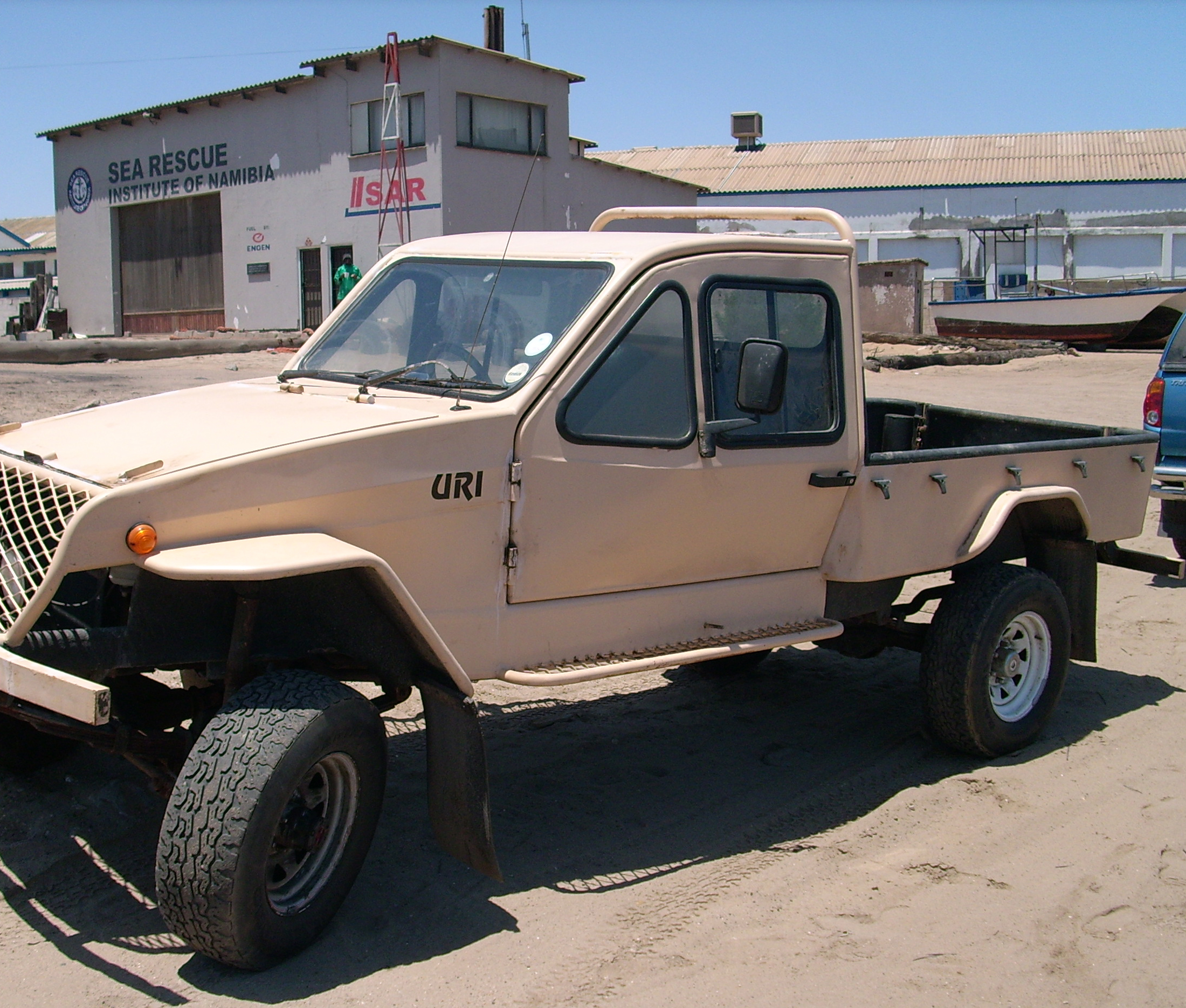
Un modelo offroad en Walvis Bay, Namibia.

Uri International Vehicle & Equipment Marketing fue un fabricante de automóviles con sede en Witvlei, Namibia, desde el año 2008 en Waltloo, Sudáfrica cuando fue adquirida por Ivema Ltd.
La compañía Uri fue fundada en 1995 por el agricultor Ewert Smith. A su tiempo, la empresa se encuentra en Witvlei , Namibia. Antes de ese momento, él había utilizado su pequeño taller para la reparación de camiones, vehículos y motocicletas. En su tiempo planeó desarrollar un vehículo todo terreno que se adecuen a la selva africana. En 1995, después de ocho años de iniciar la fase de desarrollo, por fin pudo desarrollar su sueño.
Los vehículos de la marca Uri son creaciones únicas y disponible con diferentes motores Toyota que suministra una potencia desde 76hp hasta 95hp. Después de su primera presentación en un salón del automóvil de África, Ewert Smith tuvo un gran número de pedidos, tanto desde América, Australia y el Norte de África. Así que decidió abrir una segunda planta de fabricación de su vehículo offroad.
En 2007 la empresa fue adquirida por la contratista de defensa sudafricana Ivema. Desde entonces, los vehículos todo terreno de Uri se reservan para el mercado sudafricano. En 2008, la empresa matriz se trasladó hasta su nueva ubicación en Waltloo, Sudáfrica.